# .pf
A .pf Francia Polinézia internetes legfelső szintű tartomány kódja, melyet 1996-ban hoztak létre. Csak valamilyen helyi kötődéssel lehet domaint regisztrálni.

## Második szintű tartománykód
Jelenleg mindössze egyetlen második szintű tartománykód létezik, mely a következő:
- .com.pf